# Jobst Edmund von Brabeck

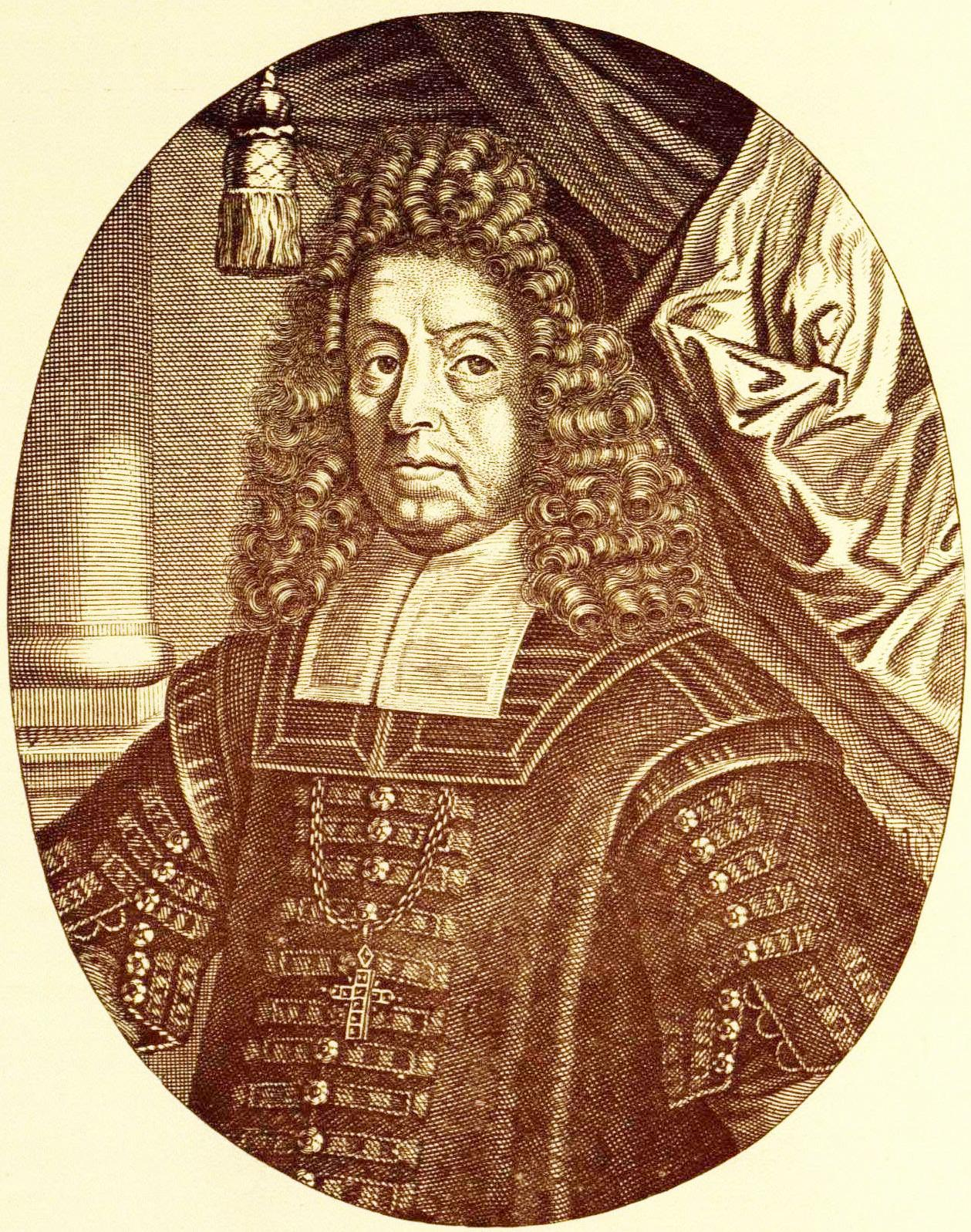
Jobst Edmund von Brabeck

Jobst Edmund von Brabeck, född 11 november 1619, död 13 augusti 1702, var en tysk katolsk präst, biskop av Hildesheims katolska stift och apostolisk vikarie för Apostoliska vikariatet i de nordiska missionerna.

## Biografi
Jobst Edmund utnämndes bland annat 10 maj 1697 till apostolisk vikarie för Apostoliska vikariatet i de nordiska missionerna, som varade fram till hans död 1713, och efterträddes av Otto Wilhelm von Bronckhorst zu Gronsfeld.